# Tripp Phillips
Tripp Phillips, né le 26 août 1977 à Newport News, est un joueur de tennis américain, professionnel de 2001 à 2008.
Il a remporté deux titres en double messieurs et atteint les demi-finales de l'US Open 2006 avec Ashley Fisher.

## Palmarès

### Titres en double (2)
| No | Date       | Nom et lieu du tournoi                         | Catégorie   | Dotation  | Surface    | Partenaire    | Finalistes                | Score            |          |
| -- | ---------- | ---------------------------------------------- | ----------- | --------- | ---------- | ------------- | ------------------------- | ---------------- | -------- |
| 1  | 02-10-2006 | AIG Japan Open Tennis Championships Tokyo      | Series Gold | 665 000 $ | Dur (ext.) | Ashley Fisher | Paul Goldstein Jim Thomas | 6-2, 7-5         | Parcours |
| 2  | 14-07-2008 | Indianapolis Tennis Championships Indianapolis | Int' Series | 500 000 $ | Dur (ext.) | Ashley Fisher | Scott Lipsky David Martin | 3-6, 6-3, [10-5] | Parcours |

## Parcours enGrand Chelem

### En simple
N'a jamais participé à un tableau final

### En double
| Année | Open d'Australie      | Open d'Australie           | Roland-Garros              | Roland-Garros             | Wimbledon               | Wimbledon                       | US Open                  | US Open                        |
| ----- | --------------------- | -------------------------- | -------------------------- | ------------------------- | ----------------------- | ------------------------------- | ------------------------ | ------------------------------ |
| 2004  | -                     | -                          | -                          | -                         | 1er tour Devin Bowen    | Ian Flanagan Martin Lee         | -                        | -                              |
| 2005  | 1er tour Michael Hill | Martín García Mariano Hood | -                          | -                         | -                       | -                               | -                        | -                              |
| 2006  | -                     | -                          | 1er tour Dmitri Toursounov | José Acasuso Andy Murray  | 2e tour Rogier Wassen   | Irakli Labadze Dušan Vemić      | 1/2-finale Ashley Fisher | Jonas Björkman Max Mirnyi      |
| 2007  | 2e tour Ashley Fisher | Jordan Kerr David Škoch    | 1er tour Ashley Fisher     | Leoš Friedl Oliver Marach | 1er tour Ashley Fisher  | Michael Berrer Michael Kohlmann | 3e tour Jordan Kerr      | Julien Benneteau Nicolas Mahut |
| 2008  | -                     | -                          | -                          | -                         | 1er tour KJ Hippensteel | Stephen Huss Ross Hutchins      |                          |                                |

Sous le résultat, le partenaire ; à droite, l'ultime équipe adverse.